# Stefano Cotugno
Stefano Cotugno (Monteiasi, 26 marzo 1883 – San Ferdinando, 16 agosto 1908) è stato un militare italiano.

## Biografia
Arruolatosi giovanissimo nella Guardia di Finanza, specialità marittima, venne destinato a prestare servizio presso la dogana di San Ferdinando (all'epoca frazione di Rosarno); qui il giorno 16 agosto, durante una forte mareggiata, si accorse che in mezzo ai flutti lottava Rosario Arcuri, un ragazzo di 14 anni, e, pur non essendo un abile nuotatore, si tuffò per prestare soccorso riuscendo, dopo molti sforzi, a riconsegnare il bambino alla madre ma, stremato, venne egli stesso inghiottito dalle acque. La giunta comunale di Rosarno, riunitosi il 28 agosto 1908, «affinché nei suoi atti, a memoria dei posteri ed a sprone della gioventù, fosse registrato questo atto magnanimo di abnegazione e di martirio deliberò di chiedere al Governo del Re che il nobile sacrificio del generoso figlio del suo esercito fosse premiato con la medaglia d'oro al valor militare». La medaglia d'oro al Valor di Marina venne concessa da governo con Regio Decreto del 4 maggio 1911 e fu la prima medaglia di questo tipo assegnata alla memoria.

## Riconoscimenti
Al finanziere sono state dedicate:
- una caserma presso Messina, sede del Comando Provinciale della Guardia di Finanza e del Gruppo Aeronavale di Messina
- una via e un monumento (inaugurato il 13 giugno 1999) presso San Ferdinando
- un parco, intitolato il 25 settembre 2008, presso il paese natale di Monteiasi